# Courgivaux
Courgivaux ist eine französische Gemeinde mit 277 Einwohnern (Stand 1. Januar 2022) im Département Marne in der Region Grand Est (vor 2016 Champagne-Ardenne). Sie gehört zum Arrondissement Épernay und zum Kanton Sézanne-Brie et Champagne.

## Geografie
Courgivaux liegt etwa 90 Kilometer ostsüdöstlich des Pariser Stadtzentrums. Umgeben wird Courgivaux von den Nachbargemeinden Neuvy im Norden, Esternay im Osten und Nordosten, Escardes im Süden und Südosten, Saint-Bon im Süden, Montceaux-lès-Provins im Westen und Südwesten sowie Saint-Martin-du-Boschet im Nordwesten.
Durch die Gemeinde führt die Route nationale 4.

## Bevölkerungsentwicklung
| Jahr                       | 1962 | 1968 | 1975 | 1982 | 1990 | 1999 | 2006 | 2011 | 2018 |
| -------------------------- | ---- | ---- | ---- | ---- | ---- | ---- | ---- | ---- | ---- |
| Einwohner                  | 327  | 301  | 269  | 231  | 224  | 256  | 260  | 288  | 314  |
| Quellen: Cassini und INSEE |      |      |      |      |      |      |      |      |      |

## Sehenswürdigkeiten

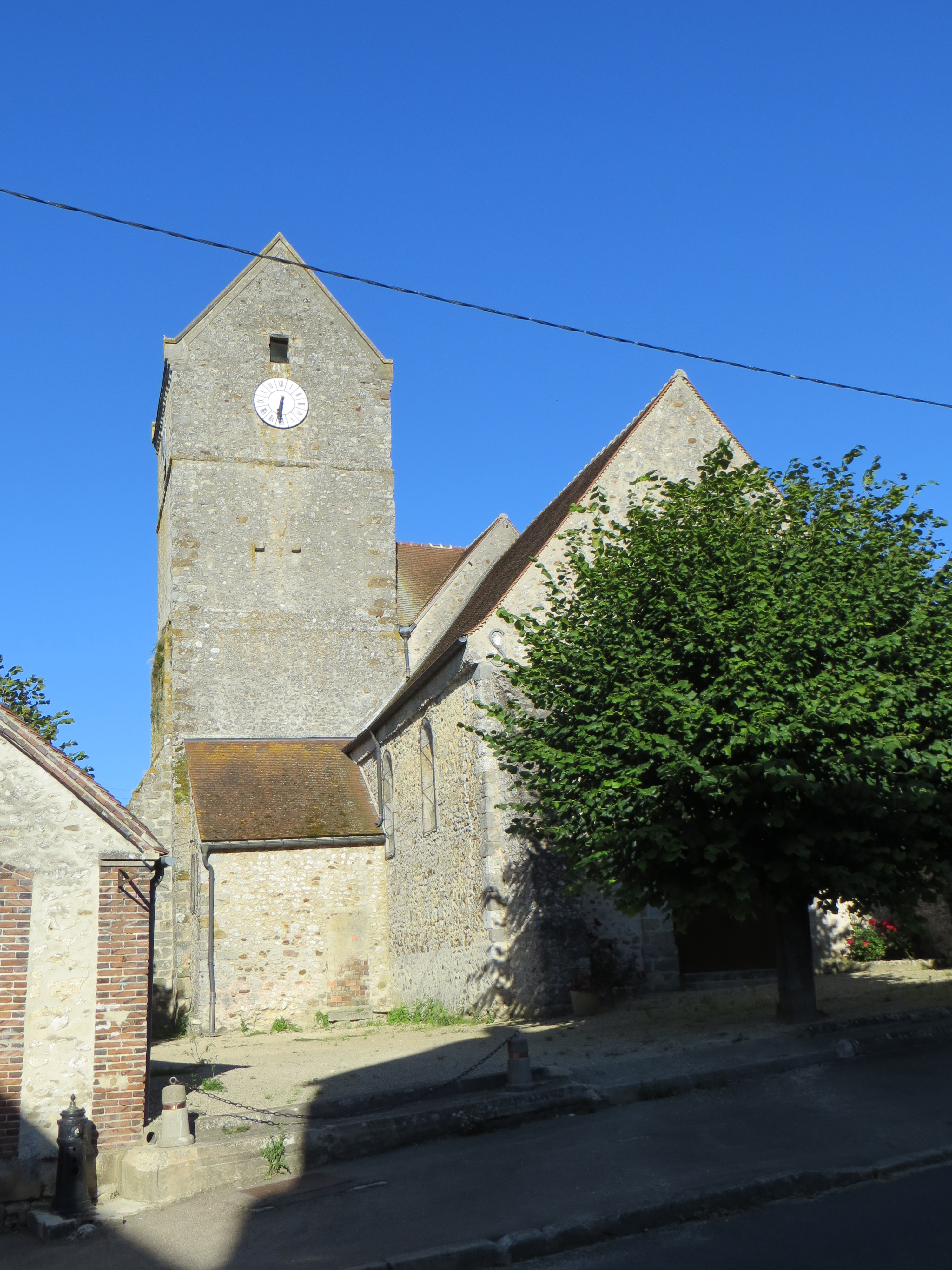
Kirche Saint-Maurice
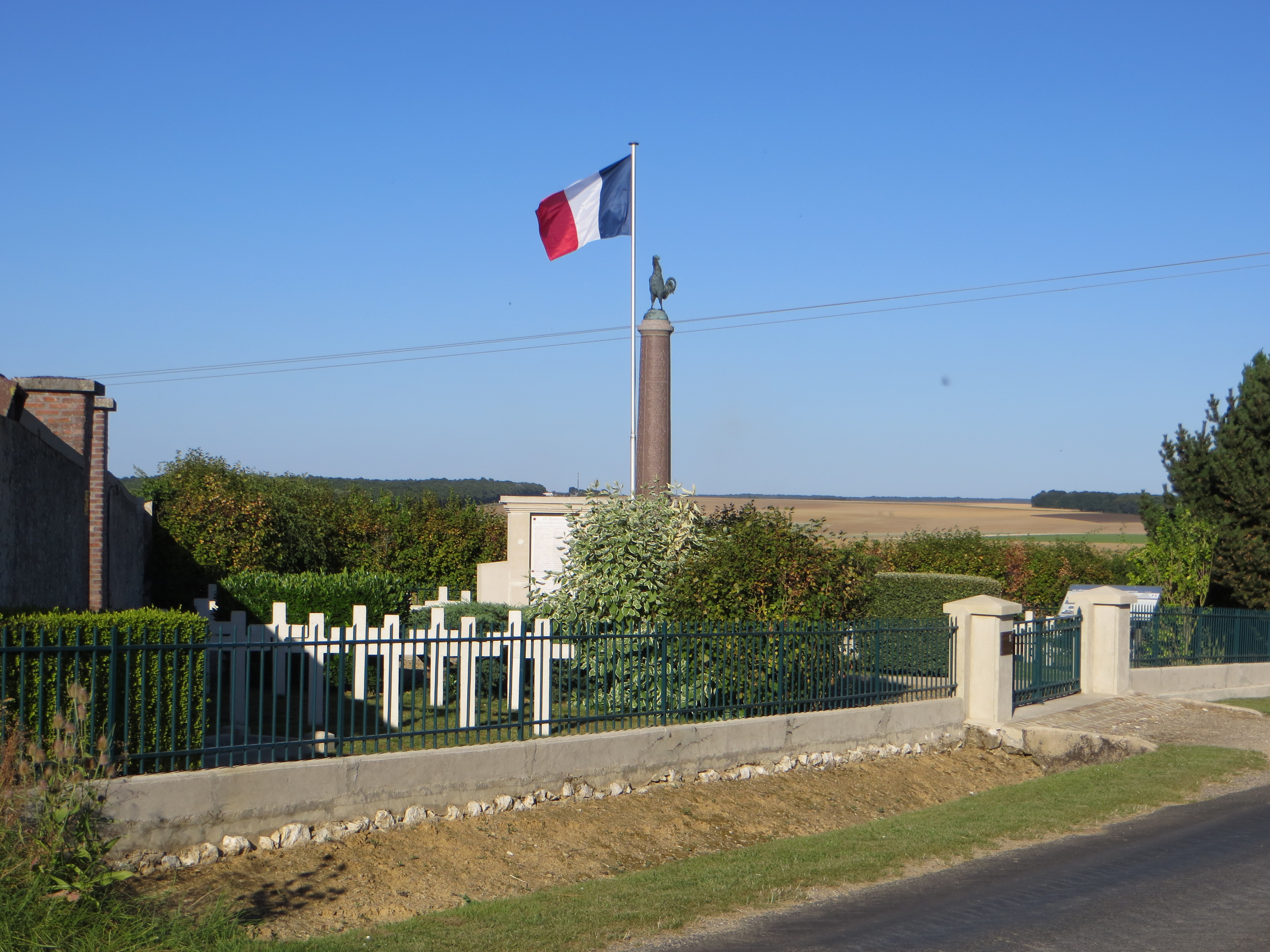
Nationalfriedhof

- französischer Nationalfriedhof
- Schloss Courgivaux

- Kirche Saint-Maurice
- Nationalfriedhof